# 基希貝格施托克山脈

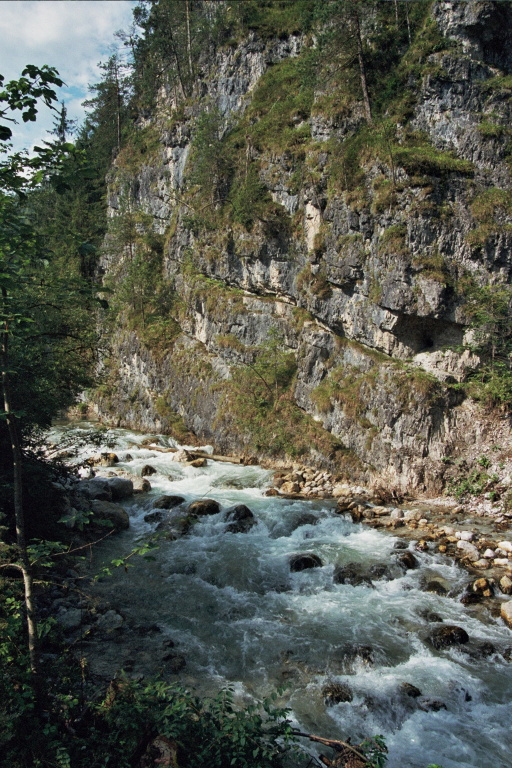

47°30′54″N 12°32′4″E / 47.51500°N 12.53444°E
基希貝格施托克山脈（德語：Kirchbergstock），是奧地利的山峰，位於該國西部，由蒂羅爾州負責管轄，屬於北石灰岩山脈的一部分，處於基茨比爾縣，最高點海拔高度1,682米。